# Комикет

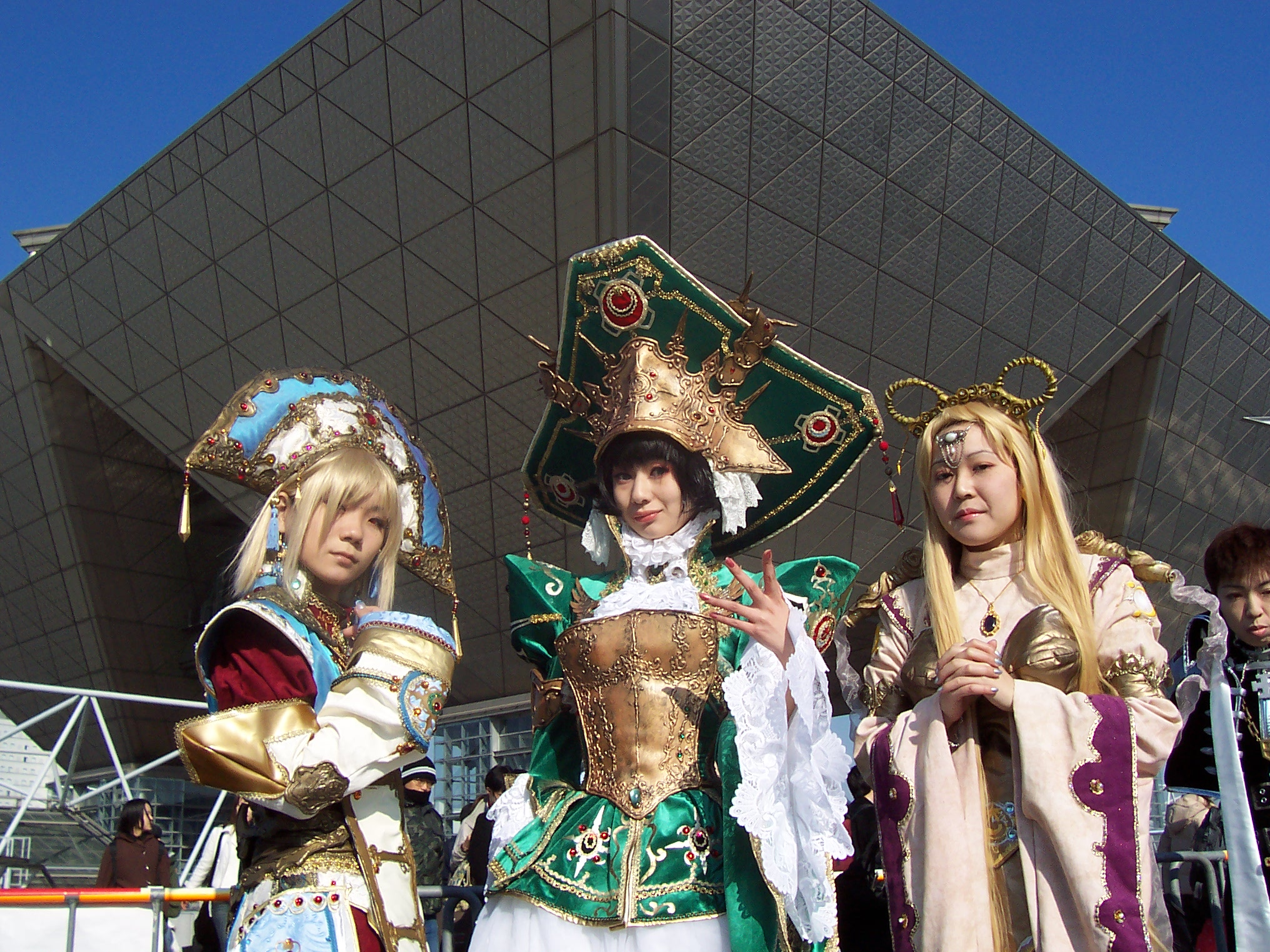
Косплей в рамках Ярмарки, 2005 год

Комикет (Comiket) (яп. コミケット Комикэтто) — самая большая ярмарка комиксов, известна также как Comic Market (CM) (яп. コミックマーケット Комикку Ма:кэтто), ориентирована на творчество начинающих мангак. На данный момент помимо додзинси на Комикетах также продают додзин-музыку и додзин-софт. Идея проведения Комикетов была предложена Ёсихиро Ёнэдзавой. Проводится 2 раза в год в Токио, Япония. Первый Комикет был проведен 21 декабря 1975 года, в нём приняли участие около 32 додзинси-кружков и около 650 посетителей. Сейчас это событие собирает около полумиллиона человек. Это база для начинающих мангак, где каждый сам старается продать свои додзинси. Также фестиваль посещают известные аниматоры и режиссёры аниме. Поскольку многие произведения, продаваемые на Комикете, очень редки (так как додзинси редко переиздаются), то некоторые из них впоследствии можно найти в магазинах или интернете по ценам в 10 раз выше начальной цены.

## История
Впервые Комикет был проведен в 1975 году. После закрытия журнала COM в 1972 году пропало единственное издание, публикующее экспериментальную и независимую мангу. Тогда у группы студентов, куда входили молодые Ёсихиро Ёнэдзава, Тэруо Харада и Дзюн Анива, возникла идея ярмарки комиксов. Они были недовольны текущим состоянием индустрии и гегемонией нескольких отдельных произведений, желали изучать мангу и раскрыть её коммерческий потенциал.

## Даты, время и место

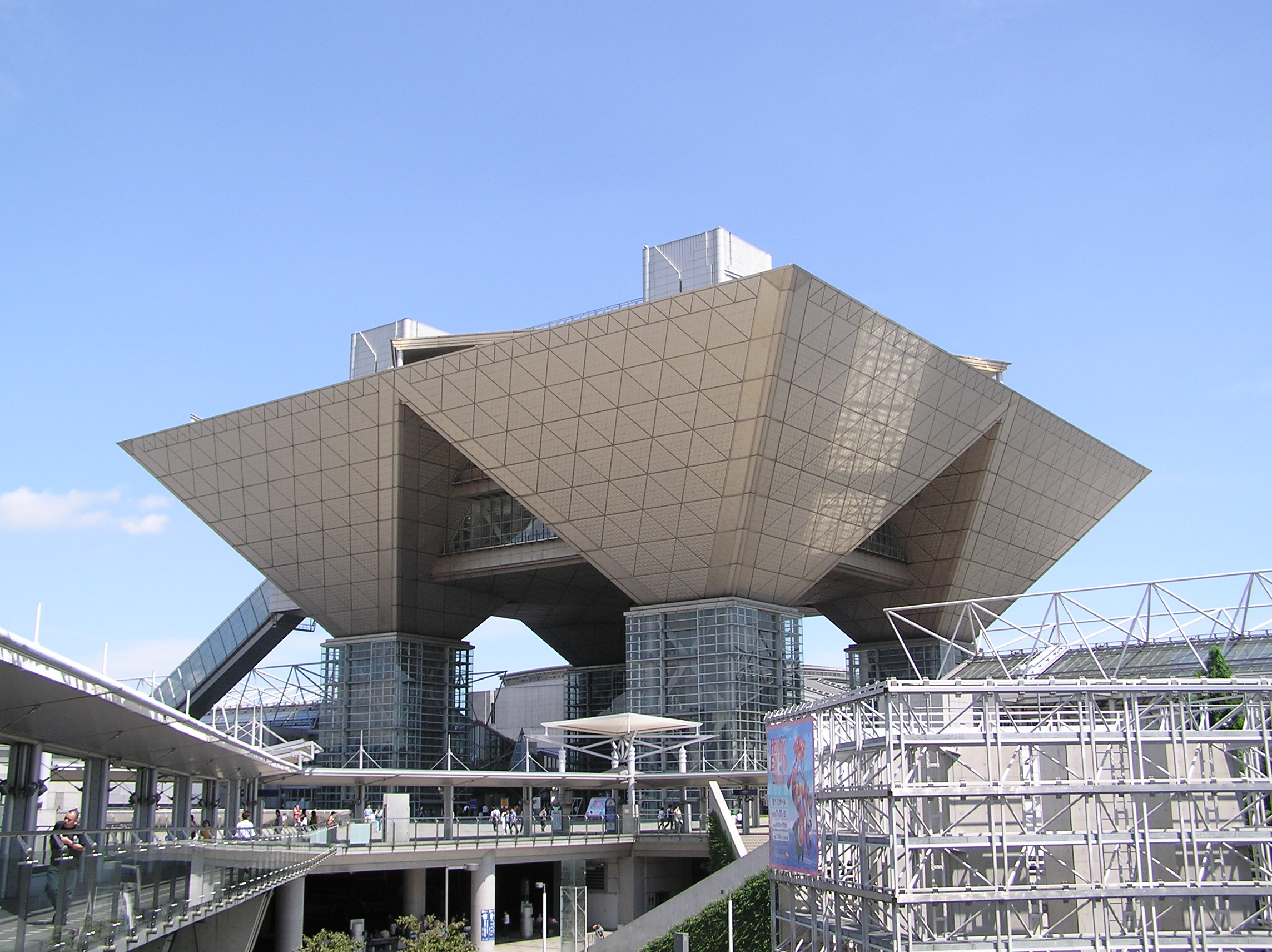
Токийский Международный Выставочный Центр

Комикет проводится 2 раза в год: один раз в августе и один раз в декабре (соответственно Летний Комикет и Зимний Комикет). Летний Комикет проводится около 15 августа и длится 3 дня. Зимний Комикет обычно проводится между 28 и 31 декабря и длится 2-3 дня.
Проводится Комикет в здании Токийского Международного Выставочного Центра (яп. 東京国際展示場 То:кё: Кокусаи Тендзидзё:) находящимся на острове Одайба, Токио. Мероприятия проводятся с 10:00 до 15:00 — 16:00. Руководство ярмарки рекомендует приезжать днем, так как с утра посетители могут провести в очереди от 1 до 5 часов.

## Масштаб

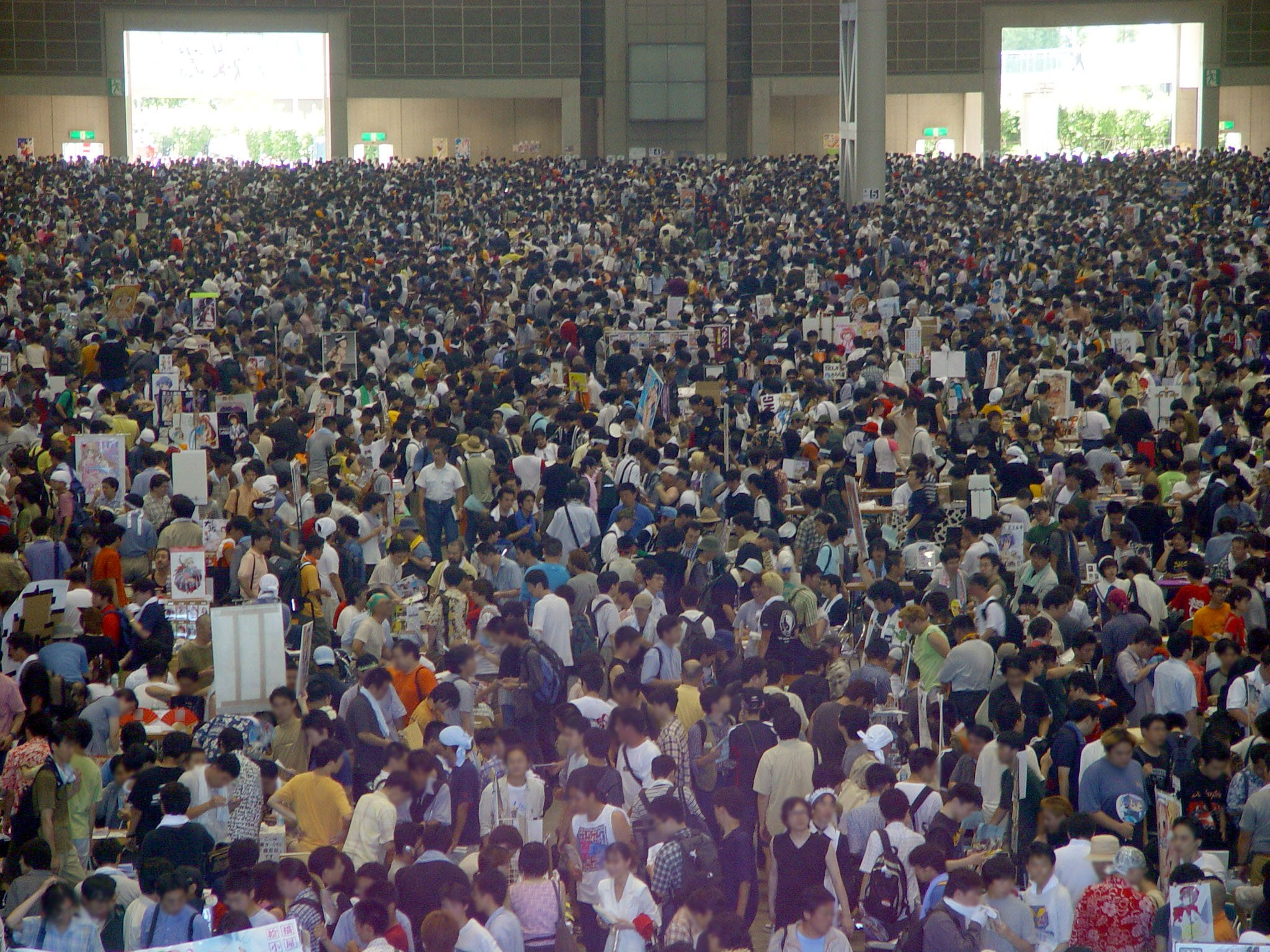
Комикет 62, 2002 год

Приблизительно 50 000 продавцов и около 550 000 посетителей сходятся в течение 3 дней, и числа год от года продолжают расти Если взять в расчет полицию, охрану, сотрудников и добровольцев, которые обеспечивают проведение мероприятия, то число участников смело превысит полмиллиона человек. Из-за такого огромного количества людей компаниям мобильной связи приходится устанавливать временные антенны, так как постоянные не справляются. Гостиницы и транспортные компании также приспосабливаются к наплыву клиентов.

## Каталог
Для каждой ярмарки выпускается каталог в виде CD, или его печатная версия, размером с маленький телефонный справочник. В каталог занесены все участники, карта проведения мероприятия, указания и правила. Для иностранцев содержится много графических указателей. Заказывать каталог следует заранее, до поездки на Комикет.

## Проблемы
Так как Комикет с каждым годом собирает все больше участников, то постоянно стоит проблема переполнения. Дабы купить додзинси своего любимого автора, особенно, если этот автор известный, очередь фанатов выстраивается около здания ярмарки за несколько дней до начала, что проблематично с точки зрения безопасности. Поэтому в последние годы начинать собираться разрешено только в день проведения Комикета.